# Laura Prepon
Laura Helene Prepon (Watchung, 7 marzo 1980) è un'attrice statunitense.
Divenuta volto popolare alla fine degli anni '90 nella sitcom That '70s Show, ha ottenuto il plauso della critica interpretando Alex Vause nella serie televisiva Orange Is the New Black, ruolo che le è valso un Satellite Award come miglior attrice non protagonista e tre Screen Actors Guild Award assieme al cast.

## Biografia
Ha frequentato il Watchung Hills Regional High School, e nel 1996 ha studiato recitazione a New York, e più precisamente alla Thomas' Total Theatre Lab con l'insegnante di recitazione Caroline Thomas.
Nel 1997 ha partecipato al casting di That '70s Show, ottenendo la parte di Donna Pinciotti per tutte e 8 le stagioni, dal 1998 al 2006, sulla rete televisiva Fox. Prepon è apparsa in commedie come A Woman of Property e Ascension Day while in New York. Laura Prepon ha lavorato come modella, vivendo a Milano, Parigi e in Brasile. Durante la sua pausa dal That '70s Show, ha preso parte al film indipendente The Pornographer: A Love Story. Nel 2001 ha avuto la prima possibilità di lavorare come regista nel film indipendente Southlander. È stata nominata per un Teen Choice Award nel 2002 per la sua interpretazione in That '70s Show.
È stata sulla copertina di Maxim per due volte. Nel 2002 è stata nominata tra le "102 donne più sexy del mondo" dalla rivista Stuff, e nel 2005 dalla rivista Maxim tra le "Hot 100". Ha dato la voce ad un marine del Comando Spaziale delle Nazioni Unite nel videogioco Halo 2, pubblicato nel 2004. Nel 2005 ha recitato nel film Karla, la vera storia di Paul Bernardo e Karla Homolka, una coppia che ha rapito, abusato sessualmente e ucciso tre giovani ragazze. Questo ruolo segna un contrasto con i suoi soliti ruoli spensierati.
Prepon ha fatto parte del cast della serie televisiva October Road, che ha debuttato il 15 marzo 2007, ma fu poi cancellato. Nel 2009 Prepon è apparsa in tre episodi della serie How I Met Your Mother, nel ruolo di Karen (prima fidanzata di Ted Mosby), mentre nel 2010 è apparsa nell'episodio Vite Private di Dr. House - Medical Division. All'inizio del 2011 è apparsa in un episodio di Castle, interpretando un'attrice che studiava per il ruolo di Nikki Heat, uno dei personaggi di Castle. Nel febbraio dello stesso anno viene lanciata la nuova sit-com trasmessa da NBC Are You There, Chelsea?, con lei come protagonista. A metà del 2012 Laura Prepon ha firmato per ottenere il ruolo di Alex Vause, spacciatrice di droga e ex fidanzata di Piper Chapman (interpretata da Taylor Schilling), nella serie di Netflix Orange Is the New Black.
Nel 2016 scrive un libro The Stash Plan con la nutrizionista Elizabeth Troy, un libro sul benessere generale e sull'alimentazione biologica che si basa sulle esperienze personali di Prepon, come le sue lotte con il peso avute sin da quando era bambina. Il libro ha debuttato sulla lista del The New York Times Bestseller ed è tra i Best Seller più venduti di Amazon. Nell'ottobre del 2016 appare nel film La ragazza del treno (The Girl on the Train), regia di Tate Taylor, basato sull'omonimo libro di Paula Hawkins, nel ruolo di Cathy. Il 9 giugno 2017 esce nelle sale cinematografiche il film The Hero - Una vita da eroe, diretto da Brett Haley, che vede Prepon nel ruolo di Charlotte.

## Vita privata

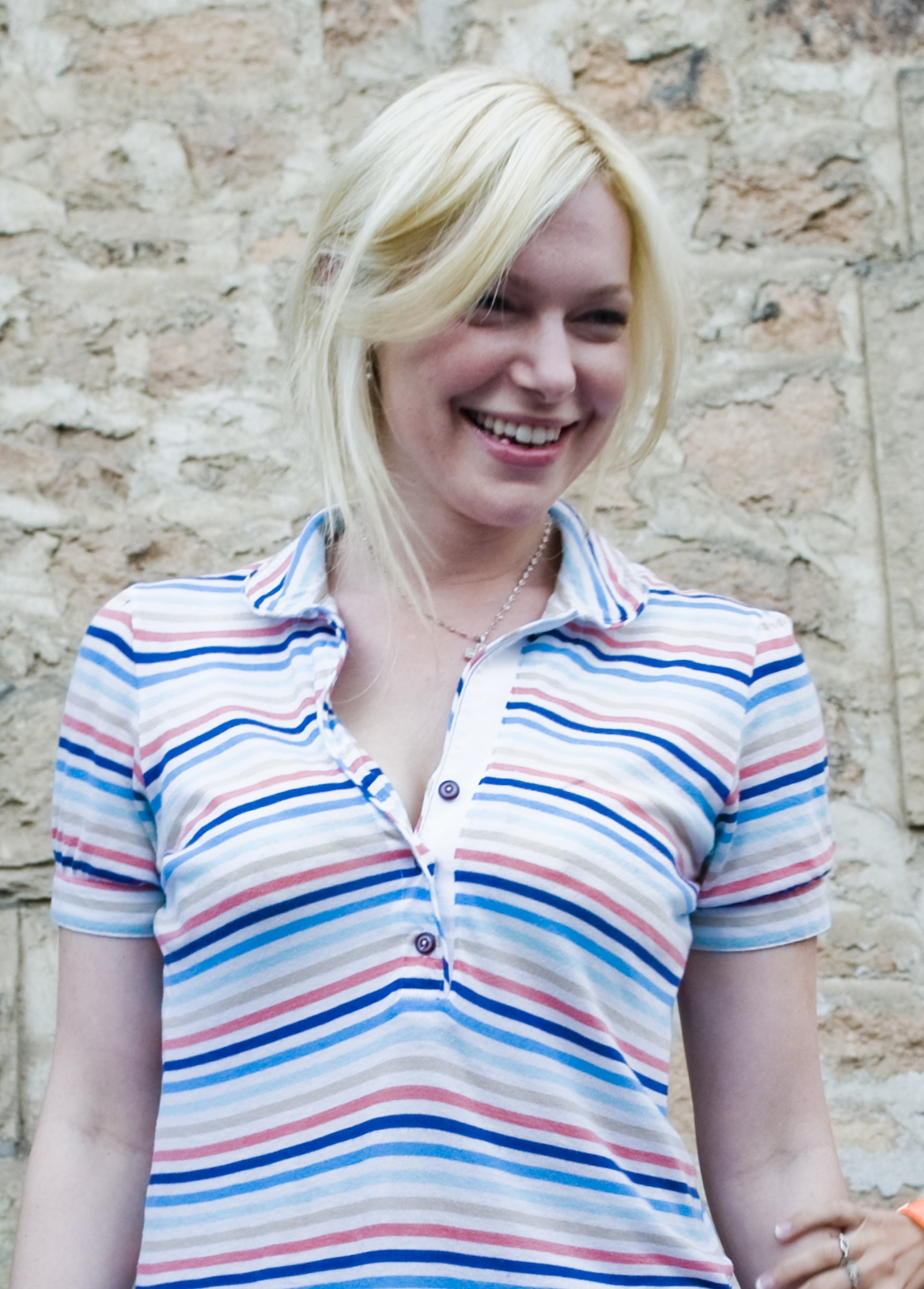
Laura Prepon nel 2008

Il 3 giugno 2018 si è sposata con l'attore Ben Foster, dal quale ha avuto due figli. Nel settembre 2023 la coppia ha divorziato.
In un'intervista ha dichiarato di essere una seguace di Scientology dal 1999; nel 2021 ha dichiarato di essersi allontanata dall'organizzazione.

## Filmografia parziale

### Cinema
- Southlander: Diary of a Desperate Musician, regia di Steve Hanft (2001)
- Slackers, regia di Dewey Nicks (2002)
- Lightning Bug, regia di Robert Green Hall (2004)
- The Pornographer: A Love Story, regia di Alan Wade (2004)
- Come Early Morning, regia di Joey Lauren Adams (2006)
- Karla, regia di Joel Bender (2006)
- Corsa con la morte, regia di Bobby Roth (2011)
- Una ragazza a Las Vegas (Lay the Favorite), regia di Stephen Frears (2012)
- The Kitchen, regia di Ishai Setton (2012)
- La ragazza del treno (The Girl on the Train), regia di Tate Taylor (2016)
- The Hero - Una vita da eroe (The Hero), regia di Brett Haley (2017)

### Televisione
- That '70s Show – serie TV, 200 episodi (1998-2006)
- Romancing the Bride, regia di Kris Isacsson – film TV (2005)
- October Road – serie TV, 19 episodi (2007-2008)
- In Plain Sight - Protezione testimoni (In Plain Sight) – serie TV, episodio 2x08 (2009)
- How I Met Your Mother – serie TV, episodi 4x16-4x17-5x18 (2009-2010)
- Medium – serie TV, episodio 6x15 (2010)
- Dr. House - Medical Division (House, M.D.) – serie TV, episodio 6x15 (2010)
- Castle – serie TV, episodio 3x11 (2011)
- Love Bites – serie TV, episodio 1x03 (2011)
- Corsa con la morte (The Killing Game), regia di Bobby Roth – film TV (2011)
- Neighbros, regia di Laura Prepon – film TV (2011)
- Men at Work – serie TV, episodio 1x07 (2012)
- Are You There, Chelsea? – serie TV, 12 episodi (2012-2013)
- Orange Is the New Black – serie TV, 89 episodi (2013-2019)
- That '90s Show – serie TV, 3 episodi (2023)

### Doppiatrice
- King of the Hill – serie animata, episodio 8x22 (2004)
- Halo 2 – videogioco (2004)
- American Dad! – serie TV, episodio 1x00[9] (2005)
- The Chosen One, regia di Chris Lackey (2007)

### Produttrice esecutiva
- Lightning Bug, regia di Robert Green Hall (2004)
- E! Hollywood Hold'em – serie TV, episodi sconosciuti (2005)
- Orange Is the New Black – serie TV, episodio 5x10 (2016)

### Regista
- Neighbros – film TV (2011)
- Orange Is the New Black - serie TV, episodi 5x10-6x11-7x05 (2018-2019)

### Sceneggiatrice
- Neighbros, regia di Laura Prepon – film TV (2011)

## Doppiatrici italiane
Nelle versioni in italiano dei suoi lavori, Laura Prepon è stata doppiata da:
- Laura Romano in Castle, Corsa con la morte, Orange Is the New Black, La ragazza del treno
- Emilia Costa in That '70s Show
- Stella Musy in October Road
- Claudia Catani in Are You There, Chelsea?
- Cristiana Rossi in How I Met Your Mother
- Claudia Razzi in Are You There, Chelsea?
- Alessandra Korompay in Una ragazza a Las Vegas
- Rossella Acerbo in That '90s Show